# Orestias empyraeus
Orestias empyraeus, es una especie de pez actinopeterigio de agua dulce, de la familia de los ciprinodóntidos.
Peces de tamaño medio con una  longitud máxima descrita de 10 cm.

## Distribución y hábitat
Se distribuye por ríos de América del Sur, en el lago Junín y en ríos de la cuenca de la cabecera del río Amazonas, en el Perú. Son peces de agua dulce tropical, de comportamiento bentopelágico no migratorio.